# Droga regionalna P08 (Ukraina)
Droga regionalna P08 – droga regionalna na Ukrainie, łącząca Niemirów z Jampolem. Przechodzi przez teren obwodu winnickiego. Ma łączną długość 118,6 km.

## Ważniejsze miejscowości leżące na trasie P08
- Niemirów (połączenie z M12, E50 oraz P36)
- Bracław
- Tulczyn
- Tomaszpol
- Jampol (granica z Mołdawią, przeprawa promowa na Dniestrze)